# Żerniki (powiat inowrocławski)
Żerniki – wieś w Polsce położona w województwie kujawsko-pomorskim, w powiecie inowrocławskim, w gminie Kruszwica.

## Podział administracyjny
W latach 1975–1998 miejscowość należała administracyjnie do województwa bydgoskiego.

## Demografia
Według Narodowego Spisu Powszechnego (III 2011 r.) wieś liczyła 188 mieszkańców. Jest, wespół ze wsią Wola Wapowska (188 mieszkańców), 22. co do wielkości miejscowością gminy Kruszwica.